# Hannes Androsch

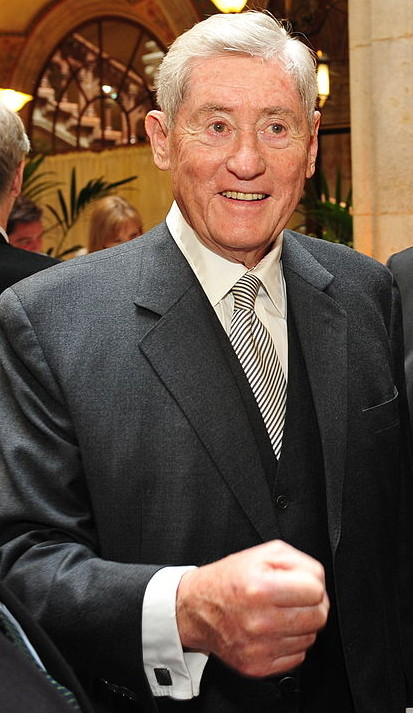
Hannes Androsch (2013)

Hannes Androsch (* 18. April 1938 in Wien; † 11. Dezember 2024 in Altaussee) war ein österreichischer Unternehmer sowie Politiker (SPÖ) und Steuerberater.

## Leben
Während der Schwangerschaft von Julie „Lia“ Androsch mit ihrem zweiten Kind, der Tochter Sonja, übersiedelte die Familie Androsch 1944 wegen der zahlreichen Bombenangriffe auf Wien nach Piesling in Südmähren zu Verwandten des Vaters. Hier erlebte Hannes Androsch zunächst das Ende des Zweiten Weltkrieges und am 7. Juni 1945 die Vertreibung der Deutschen – darunter auch seine Großtante und der Großonkel – aus dem Dorf.
Nach der Matura 1956 studierte Hannes Androsch an der Hochschule für Welthandel in Wien. 1959 spondierte er mit der Diplomarbeit Die dynamischen Elemente der Steuerbilanz, unter besonderer Berücksichtigung der Bewertung zum Diplomkaufmann (Dkfm.), 1967 verfasste er Investitionsplanung – Grundlagen und Durchführung, mit der er im Dezember 1968 als Dissertation zum Dr. rer. comm. promoviert wurde. Ab 1966 war Androsch als Steuerberater und ab 1968 als Wirtschaftsprüfer tätig. 1970 gründete Androsch die Steuerberatungs- und Wirtschaftsprüfungskanzlei Consultatio in Wien-Floridsdorf und führte sie mit dem Witwenfortbetrieb seiner Mutter zusammen.
Androsch war von 1967 bis 1981 Abgeordneter zum Nationalrat, von 1970, als der 32-jährige vom neugewählten Bundeskanzler Bruno Kreisky in die erste Bundesregierung Kreisky berufen wurde, war er bis 1981 Bundesminister für Finanzen; zusätzlich war er ab 1976 bis 1981 Vizekanzler in dieser Regierung. Der „aufstrebende Jungstar“ und der „Sonnenkönig“ (so die Medien über die beiden Politiker) waren oft unterschiedlicher Meinung. Androsch und seine Freunde hätten Kreisky gern zum Bundespräsidenten hochkomplimentiert und Androsch an seiner Stelle als Bundeskanzler installiert; Kreisky und seine Freunde wollten den gefährlichen Konkurrenten ausschalten, mussten aber seine Popularität, respektive deren Verlust, fürchten.
Letztlich nahm Kreisky an einer Situation Anstoß, die schon über zehn Jahre lang bestand: Der Finanzminister war zugleich Inhaber bzw. Teilhaber einer Steuerberatungskanzlei, die unter anderem Aufträge staatseigener Unternehmen erhielt. Man machte nun Unvereinbarkeit geltend: Androsch musste 1980 alle seine politischen Funktionen zurücklegen.
Daraufhin bekleidete Androsch von 1981 bis 1988 das Amt des Generaldirektors der damals im Staatseigentum befindlichen Creditanstalt (CA). 1988 war er Konsulent der Weltbank. Erst nach 1980 kam es zur Aufnahme von gerichtlichen Erhebungen wegen länger zurückliegender finanzieller Unklarheiten und wegen privater Schwarzgeldkonten Androschs, 1984 kam es zur Anklage. Seine Angabe, sein reicher Wahlonkel Gustav Steiner habe ihm viel Geld zur Verfügung gestellt, erwies sich nicht als tragfähig: Androsch wurde nach einem langen Gerichtsverfahren, das sämtliche Instanzen durchlaufen hatte, schließlich 1993 rechtskräftig wegen Steuerhinterziehung verurteilt. Zusätzlich wurde er 1988 in der Folge des AKH-Skandals verurteilt. Nach rechtskräftiger Verurteilung wegen falscher Zeugenaussage vor dem AKH-Untersuchungsausschuss Anfang 1988 musste er in der Folge aus der Creditanstalt ausscheiden. Von Beginn der gegen ihn geführten Causen bezeichnete er diese „als Beispiel für ‚politische Justiz‘“.
Ab Ende der 1980er Jahre begann Androsch seine Steuerberatungskanzlei zu einem Firmengeflecht von Beratungs- und Wirtschaftsprüfergesellschaften unter dem Dach der seit 1989 bestehenden Androsch International Management Consulting (A.I.C.), in der er geschäftsführender Gesellschafter war, auszubauen. Ebenso startete er seine Karriere als Industrieller. Ab 1997 war er Miteigentümer der Salinen Beteiligungs GmbH und Vorsitzender des Aufsichtsrates der Salinen Austria AG (ehemals Österreichische Salinen AG). Ab 1994 war er Miteigentümer von AT & S, Europas größtem Leiterplattenhersteller, dessen Aufsichtsratsvorsitzender er auch war. Weiters war Androsch auch Aufsichtsratsvorsitzender bei bwin, wo er auch eine Beteiligung hielt. In seiner zweiten Karriere als Industrieller war Androsch überaus erfolgreich, weiterhin prominent und allgemein anerkannt. Als ehemaliger Politiker wurde er von den Medien auch immer wieder zur aktuellen politischen Lage Österreichs befragt.
2003 wurde er Vorsitzender des Universitätsrates der Montanuniversität Leoben. 2004 erfolgte die Errichtung der Stiftung Hannes Androsch bei der Österreichischen Akademie der Wissenschaften. Am 20. Oktober 2008 erhielt er als Würdigung ob seiner Verdienste um die Akademie den von ihr neu geschaffenen Ehrenring. Ab 11. November war er Aufsichtsratsvorsitzender der Finanzmarktbeteiligung Aktiengesellschaft. Am 21. Oktober 2010 wurde Androsch zum Vorsitzenden des (im Juni 2023 aufgelösten) Rates für Forschung und Technologieentwicklung gewählt. Diese Funktion übte er bis zum 6. September 2020 aus. Er war von 2007 bis 2021 Aufsichtsratsvorsitzender der größten außeruniversitären Forschungseinrichtung Österreichs, des Austrian Institute of Technology (AIT), als deren Gründungsvater Androsch gilt.
Androsch war Präsident des Vereines Bildungsinitiative für die Zukunft, der im November 2011 das Volksbegehren Bildungsinitiative betrieb.

## Persönliches
Hannes Androsch war seit 1964 mit der Juristin Brigitte, geb. Schärf (eine Großnichte des früheren Bundespräsidenten Adolf Schärf), verheiratet. Das Paar hatte zwei Töchter: die Schauspielerin Claudia (* 1964) mit einer Tochter und Natascha (* 1968) mit drei Söhnen. Mit der Wirtschaftspsychologin Claudia Rothschedl hatte er einen Sohn, Gregor Rothschedl (* 1997). Er lebte in Wien und Altaussee.
Androsch war Mitglied der Freimaurer. Als „spirituellster Agnostiker“, wie ihn nach eigener Aussage seine Freunde bezeichneten, stand er fördernd der Altkatholischen Kirche nahe und „es sei ihm auch wichtig gewesen, dass seine Kinder und Enkel den altkatholischen Religionsunterricht besuchten.“ Überdies sei er auch „bei Feierlichkeiten ein gern gesehener Gast gewesen“.
Am 11. Dezember 2024 starb Androsch im Alter von 86 Jahren in seiner Wahlheimat Altaussee. Er wurde am Neustifter Friedhof bestattet.

## Auszeichnungen

### Orden und Ehrenzeichen
- 1974: Großes Goldenes Ehrenzeichen am Bande für Verdienste um die Republik Österreich[24]
- 1977: Verdienstorden der Volksrepublik Polen II. Klasse
- 1978: Ehrenzeichen des Landes Tirol
- 1979: Gedenkmedaille des Parlaments der Tschechischen Republik
- 1979: Großkreuz des Schwedischen Nordsternorden
- 1998: Ehrenring der Gemeinde Altaussee
- 1998: Großes Goldenes Ehrenzeichen des Landes Steiermark mit dem Stern
- 2000: Ehrenkreuz des Arbeiter-Samariter-Bundes am Rot-Weiss-Roten Band
- 2001: Goldenes Ehrenzeichen der Bruderschaft St. Christoph
- 2002: Ehrenring der Stadt Leoben
- 2003: Viktor-Adler-Plakette der SPÖ
- 2003: Ehrenzeichen der Stadt Hall in Tirol
- 2004: Ehrenring der Stadtgemeinde Fehring
- 2005: Sigillum Civitatis In Leoben (Siegel der Bürgerschaft von Leoben)
- 2008: Österreichisches Ehrenkreuz für Wissenschaft und Kunst I. Klasse[24]
- 2013: Goldene Ehrennadel der Wirtschaftskammer Österreich
- 2013: Großes Goldenes Ehrenzeichen des Landes Kärnten
- 2022: Ehrenring des Landes Steiermark[25]

### Weitere Ehrungen
- 1983: Ehrensenator der Wirtschaftsuniversität Wien
- 1998: Ehrenbürger der Gemeinde Fohnsdorf
- 2001: Ehrenmitglied des Wiener Wirtschaftsklubs
- 2003: Benennung eines neuen, sehr ergiebigen Lagerstättenteiles im Salzbergwerk Altaussee (Dr. Hannes Androsch Horizont)
- 2005: Ehrenpräsident des Arbeiter-Samariter-Bundes
- 2008: Ehrenring des Arbeiter-Samariter-Bundes
- 2008: Ehrendoktorat der Hochschule für Rechtswissenschaften in Bratislava, Slowakei
- 2008: Ehrensenator der Montanuniversität Leoben
- 2008: Ehrenbürger der Stadt Leoben[26]
- Ehrenmitglied der Jeunesse
- 2009: Ehrendoktorat der Universität New Orleans, USA
- 2011: Ehrendoktorat der Universität Salzburg
- 2013: Ehrendoktorat der Montanuniversität Leoben
- 2015: Ehrensenator der Technischen Universität Wien[6]
- 2022: Ehrenbürger der Stadt Hall in Tirol

## Publikationen
- Staat, Steuern, Gesellschaft – Wirtschaftspolitik als Gesellschaftspolitik in der Welt von morgen. 1978.
- Die politische Ökonomie der österreichischen Währung. 1985.
- Die Sozialversicherung, die private Lebensversicherung und die Banken als komplementäre Träger der Eigenvorsorge. 1986.
- Auf der Suche nach Identität. Österreich-Vergangenheit, Gegenwart und Zukunft: Eine Synthese der Widersprüche. 1988.
- Investitionsleitfaden Osteuropa. Eine Jahrhundertchance. 1996.
- Der Stand der Dinge. 2000.
- Warum Österreich so ist, wie es ist. Eine Synthese aus Widersprüchen. 2003.
- Europa: Weshalb es so nicht weitergehen kann. 2005.
- Das Ende der Bequemlichkeit – 7 Thesen zur Zukunft Österreichs. 2013.
- Niemals aufgeben: Lebensbilanz und Ausblick. Aufgezeichnet von Peter Pelinka. Ecowin, Salzburg 2015, ISBN 978-3-7110-0068-2.
- mit Josef Moser: Einspruch: Der Zustand der Republik und wie sie noch zu retten ist. Edition a, Wien 2016, ISBN 978-3-99001-200-0.
- mit Heinz Fischer und Wolfgang Maderthaner: Vorwärts – Österreichische Sozialdemokratie seit 1889. Brandstätter, Wien 2020, ISBN 978-3-7106-0424-9.